# Trentino Volley 2003-2004
Questa voce raccoglie le informazioni riguardanti la Trentino Volley nelle competizioni ufficiali della stagione 2003-2004.

## Stagione
Nel campionato 2003-2004 il Trentino vinse per la prima volta la stagione regolare; nei successivi play-off scudetto venne eliminato ai quarti di finale dal Perugia. Anche in Coppa Italia la squadra trentina venne eliminata ai quarti di finale, in questo caso dal Piemonte.

## Mercato

### Arrivi
- Stefan Hübner da Bossini Gabeca Montichiari
- Gianluca Nuzzo da Edilbasso & Partners Padova
- Francesco Mattioli da Canadiens Verona
- Lorenzo Tedeschi da Telephonica Gioia del Colle
- Michal Rak da Chance Odololena Voda ( Rep. Ceca)
- Hristo Zvetanov dal Levski Sofia ( Bulgaria)
- Giovanni Polidori dall'AdriaVolley Trieste (dal 24 dicembre 2003)

### Partenze
- Riccardo Michieletto a Corigliano
- Simone Baldasseroni a Corigliano
- Andrea Sala a Noicom Brebanca Cuneo
- Francesco Fortunato a Icom Latina
- Hristo Zvetanov al Levski Sofia ( Bulgaria) (dal 20 novembre 2003)

## Rosa
| \| Allenatore: Silvano Prandi \| \| \| \| \| Nome \| Naz. sport. \| Nome \| Naz. sport. \| \| Palleggiatori \| \| \| \| \| 5 Paolo Tofoli \| Italia \| 12 Edoardo Rabezzana \| Italia \| \| Centrali \| \| \| \| \| 2 Michal Rak \| Rep. Ceca \| 3 Stefan Hübner \| Germania \| \| 4 Giovanni Polidori \| Italia \| 7 Aleksej Kazakov \| Russia \| \| Schiacciatori-laterali \| \| \| \| \| 9 Lorenzo Bernardi \| Italia \| 10 Igor Choulepov \| Russia \| \| 13 Lorenzo Tedeschi \| Italia \| 18 Francesco Mattioli \| Italia \| \| Opposti \| \| \| \| \| 8 Andrea Sartoretti \| Italia \| 16 Gianluca Nuzzo \| Italia \| \| Liberi \| \| \| \| \| 11 Giuseppe Sorcinelli \| Italia \| \| \| Note: | Sartoretti · # 8 Rak · # 2 Bernardi · # 9 Choulepov · # 10 Hübner · # 3 Tofoli · # 5 Sorcinelli · # 11 |                       |             |
| Allenatore: Silvano Prandi | |                       |             |
| Nome | Naz. sport.                                                                                            | Nome                  | Naz. sport. |
| Palleggiatori | |                       |             |
| 5 Paolo Tofoli | Italia                                                                                                 | 12 Edoardo Rabezzana  | Italia      |
| Centrali | |                       |             |
| 2 Michal Rak | Rep. Ceca                                                                                              | 3 Stefan Hübner       | Germania    |
| 4 Giovanni Polidori | Italia                                                                                                 | 7 Aleksej Kazakov     | Russia      |
| Schiacciatori-laterali | |                       |             |
| 9 Lorenzo Bernardi | Italia                                                                                                 | 10 Igor Choulepov     | Russia      |
| 13 Lorenzo Tedeschi | Italia                                                                                                 | 18 Francesco Mattioli | Italia      |
| Opposti | |                       |             |
| 8 Andrea Sartoretti | Italia                                                                                                 | 16 Gianluca Nuzzo     | Italia      |
| Liberi | |                       |             |
| 11 Giuseppe Sorcinelli | Italia                                                                                                 |                       |             |

| Allenatore: Silvano Prandi |             |                       |             |
| Nome                       | Naz. sport. | Nome                  | Naz. sport. |
| Palleggiatori              |             |                       |             |
| 5 Paolo Tofoli             | Italia      | 12 Edoardo Rabezzana  | Italia      |
| Centrali                   |             |                       |             |
| 2 Michal Rak               | Rep. Ceca   | 3 Stefan Hübner       | Germania    |
| 4 Giovanni Polidori        | Italia      | 7 Aleksej Kazakov     | Russia      |
| Schiacciatori-laterali     |             |                       |             |
| 9 Lorenzo Bernardi         | Italia      | 10 Igor Choulepov     | Russia      |
| 13 Lorenzo Tedeschi        | Italia      | 18 Francesco Mattioli | Italia      |
| Opposti                    |             |                       |             |
| 8 Andrea Sartoretti        | Italia      | 16 Gianluca Nuzzo     | Italia      |
| Liberi                     |             |                       |             |
| 11 Giuseppe Sorcinelli     | Italia      |                       |             |

| \| Allenatore: Silvano Prandi \| \| \| \| \| Nome \| Naz. sport. \| Nome \| Naz. sport. \| \| Palleggiatori \| \| \| \| \| 5 Paolo Tofoli \| Italia \| 12 Edoardo Rabezzana \| Italia \| \| Centrali \| \| \| \| \| 2 Michal Rak \| Rep. Ceca \| 3 Stefan Hübner \| Germania \| \| 4 Giovanni Polidori \| Italia \| 7 Aleksej Kazakov \| Russia \| \| Schiacciatori-laterali \| \| \| \| \| 9 Lorenzo Bernardi \| Italia \| 10 Igor Choulepov \| Russia \| \| 13 Lorenzo Tedeschi \| Italia \| 18 Francesco Mattioli \| Italia \| \| Opposti \| \| \| \| \| 8 Andrea Sartoretti \| Italia \| 16 Gianluca Nuzzo \| Italia \| \| Liberi \| \| \| \| \| 11 Giuseppe Sorcinelli \| Italia \| \| \| Note: | Sartoretti · # 8 Rak · # 2 Bernardi · # 9 Choulepov · # 10 Hübner · # 3 Tofoli · # 5 Sorcinelli · # 11 |                       |             |
| Allenatore: Silvano Prandi | |                       |             |
| Nome | Naz. sport.                                                                                            | Nome                  | Naz. sport. |
| Palleggiatori | |                       |             |
| 5 Paolo Tofoli | Italia                                                                                                 | 12 Edoardo Rabezzana  | Italia      |
| Centrali | |                       |             |
| 2 Michal Rak | Rep. Ceca                                                                                              | 3 Stefan Hübner       | Germania    |
| 4 Giovanni Polidori | Italia                                                                                                 | 7 Aleksej Kazakov     | Russia      |
| Schiacciatori-laterali | |                       |             |
| 9 Lorenzo Bernardi | Italia                                                                                                 | 10 Igor Choulepov     | Russia      |
| 13 Lorenzo Tedeschi | Italia                                                                                                 | 18 Francesco Mattioli | Italia      |
| Opposti | |                       |             |
| 8 Andrea Sartoretti | Italia                                                                                                 | 16 Gianluca Nuzzo     | Italia      |
| Liberi | |                       |             |
| 11 Giuseppe Sorcinelli | Italia                                                                                                 |                       |             |

| Allenatore: Silvano Prandi |             |                       |             |
| Nome                       | Naz. sport. | Nome                  | Naz. sport. |
| Palleggiatori              |             |                       |             |
| 5 Paolo Tofoli             | Italia      | 12 Edoardo Rabezzana  | Italia      |
| Centrali                   |             |                       |             |
| 2 Michal Rak               | Rep. Ceca   | 3 Stefan Hübner       | Germania    |
| 4 Giovanni Polidori        | Italia      | 7 Aleksej Kazakov     | Russia      |
| Schiacciatori-laterali     |             |                       |             |
| 9 Lorenzo Bernardi         | Italia      | 10 Igor Choulepov     | Russia      |
| 13 Lorenzo Tedeschi        | Italia      | 18 Francesco Mattioli | Italia      |
| Opposti                    |             |                       |             |
| 8 Andrea Sartoretti        | Italia      | 16 Gianluca Nuzzo     | Italia      |
| Liberi                     |             |                       |             |
| 11 Giuseppe Sorcinelli     | Italia      |                       |             |